# 3 Zapasowy Batalion Piechoty SS Totenkopf
3 Zapasowy Batalion Piechoty SS Totenkopf (SS-Totenkopf-Infanterie-Ersatz-Bataillon III) powstał 1 września 1941 w Brnie z Feldersatz-Bataillon Division Totenkopf (Polowo-zapasowego Baonu Dywizji SS Totenkopf).
W grudniu 1942 przemianowany na Panzer-Grenadier-Ersatz-Bataillon III Totenkopf (3 Zapasowy Batalion Grenadierów Pancernych SS Totenkopf), następnie 1 maja 1943 na Panzer-Grenadier-Ausbildungs- und Ersatz-Bataillon 10 (10 Szkolno-zapasowy Batalion Grenadierów Pancernych SS – jednostka ze składu 10 Dywizji Pancernej SS Frundsberg) w Brnie.